# Walter Bion

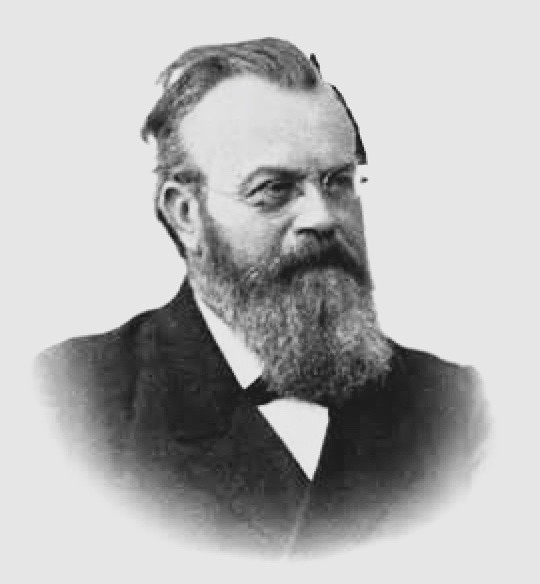
Walter Bion um 1890

Walter Bion (* 29. April 1830 in Affeltrangen, Kanton Thurgau; † 3. September 1909 in Zürich), geboren als Hermann Walter Bion, genannt «Vater Bion», war ein schweizerischer reformierter Theologe und Sozialpädagoge, der «Vater der Ferienkolonien». Er begründete Ferienkolonien bzw. Freiluftschulen für kränkliche Kinder aus armen Familien, die in der Folge weltweit Nachahmer fanden, in Deutschland meist als Waldschule bezeichnet. Hans-Ulrich Grunder bezeichnete diese private Ausdrucksform einer Kindererholungsfürsorge als «Schweizer Idee von Weltrang».

## Familie
Bions Familie war französischer Herkunft. Ein Teil der Familie floh nach der Aufhebung des Ediktes von Nantes, das die Hugenotten geschützt hatte, über das Elsass (Metz und Strassburg) nach Heidelberg, während Bions Vorfahr, der Textilunternehmer Peter Bion (1684–1735), von dort nach St. Gallen gelangte, wo er die Baumwollindustrie begründete.
Er wurde als Sohn des Theologen, Politikers und Redakteurs Wilhelm Friedrich Bion (1797–1862) und dessen Ehefrau Susanna, geborene Keller, geboren. Sein Vater war ein Verfasser beliebter Volksschauspiele und ein gefeierter Volksredner. Hermann Walter Bion heiratete die aus Trogen stammende Katharina Luise Tobler.
Er fand seine letzte Ruhestätte auf dem Zürcher Friedhof Sihlfeld.

## Leben
Walter Bion studierte an der Universität Zürich und an der Eberhard Karls Universität zu Tübingen Philosophie und Theologie. Als Schüler von Ferdinand Christian Baur wurde er ein führender Vertreter des religiösen Liberalismus und ausserdem Mitglied im Schweizerischen Zofingerverein. Ab 1851 war er als Pfarrer zunächst in Rehetobel, ab 1856 in Trogen (Kanton Appenzell) und von 1873 bis 1902 an der Predigerkirche in Zürich. Am 1. Juli 1862 hielt er bei der öffentlichen Hinrichtung von Johann Ulrich Schläpfer in Trogen die Standrede. Im Kanton Appenzell und in Zürich bemühte er sich erfolgreich um die Förderung des Schulwesens, der ehrenamtlichen Armenpflege und der Krankenpflege, wobei stets das Wohl der Kinder im Mittelpunkt seiner Bemühungen stand. Er war darin ein ideeller Nachfolger seines Vaters, der sich auch schon für einen Ausbau der Schulen und eine Freizeitgestaltung der Kinder und Jugendlichen engagiert hatte. Walter Bion war Begründer des Krankenhauses in Trogen und des Schwesternhauses zum Roten Kreuz in Zürich-Fluntern, ausserdem Mitbegründer von Heilstätten für rachitische und lungenkranke Kinder. Mit dem Textilunternehmer Caspar Appenzeller gründete er 1889 das Erholungshaus Fluntern für «minderbemittelte, rekonvaleszente Männer und Frauen». Zudem initiierte er das Zürcher Volkshaus.
Bion war entsetzt vom allgemein schlechten Gesundheitszustand vieler Kinder aus armen Familien und den meist katastrophalen hygienischen Bedingungen, in denen sie lebten. Er wollte ihnen zur physischen Kräftigung einen direkten Zugang zu Natur und frischer Luft mit Freiluftübungen (Gymnastik) ermöglichen. Im Jahr 1876 gründete er im Kanton Appenzell eine durch Geldspenden finanzierte erste Ferienkolonie, sein «Züricher Modell», für den zweiwöchigen Aufenthalt von 68 Kindern zwischen 9 und 12 Jahren, mit heilpädagogischen Ansätzen.
Damit verfolgte Bion das Ziel, nicht nur gesundheitlichen Aspekten Rechnung zu tragen, sondern gleichzeitig pädagogischen Ansprüchen gerecht zu werden. Kinder sollten während ihrer Rekonvaleszenz nicht den Anschluss an das zwischenzeitlich erreichte Lernniveau ihrer Klassenkameraden verlieren. Er bezeichnete dies als «das wirksamste Mittel, ungerechten sozialen Ansprüchen zu wehren», und wollte gleichzeitig «gerechte (soziale Ansprüche) zuvorkommend befriedigen». Er initiierte zu diesem Zweck internationale Kongresse für Ferienkolonien, um diese Idee zugunsten von Kindern zu fördern, so 1881 in Berlin, 1885 in Bremen und 1888 in Zürich. Im Jahr 1899 organisierten bereits 29 schweizerische Kommunen Ferienkolonien nach dem Vorbild Bions, für etwa 3500 Kinder. Bis 1914 wurden in 203 Städten des Deutschen Reiches insgesamt 418 Ferienkolonien für Kinder gegründet. Heute bestehen derartige Einrichtungen neben Europa in Amerika und in Japan, die Dauer derartiger Ferienkolonie-Aufenthalten hat sich auf meist vier bis sechs Wochen ausgedehnt.

### Funktionen (Auswahl)
- Zentralpräsident des Schweizerischen Vereins für freies Christentum
- Präsident des Schweizerischen Kindergartenvereins

## Auszeichnungen und Ehrungen
Das französische Ministère de l’Instruction publique et des Beaux-arts ernannte ihn im Jahr 1887 in Anerkennung seiner großen Verdienste um die Erziehung zum Officier d’Académie, die Universität Zürich verlieh ihm den akademischen Grad eines Ehrendoktors der Medizin, und die Universität Genf verlieh ihm 1909 den Grad eines Ehrendoktors der Theologie.
Drei Jahre nach seinem Tod wurde in Zürich eine Strasse nach ihm als Bionstrasse benannt.